# Roales de Campos
Roales de Campos es un municipio y localidad española de la provincia de Valladolid, en la comunidad autónoma de Castilla y León.
Forma parte, junto a Quintanilla del Molar, de un exclave vallisoletano (llamado Enclave de Roales y Quintanilla) situado entre las provincias de Zamora y León en plena comarca de Tierra de Campos y bañado por el río Cea. Su edificio más significativo es la iglesia parroquial de San Miguel Arcángel, de estilo barroco del siglo XVIII, construido en ladrillo con una sola nave dividida en tres tramos. Celebra las fiestas de verano en la primera semana de agosto y el 13 de diciembre las de su patrona, Santa Lucía.

## Demografía
Cuenta con una población de 165 habitantes (INE 2024).
| Gráfica de evolución demográfica de Roales de Campos entre 1842 y 2021 |
| |
| Población de derecho según los censos de población del INE Población de hecho según los censos de población del INEEn estos censos se denominaba Roales: 1842, 1857, 1860, 1877, 1887, 1897, 1900, 1910, 1920, 1930, 1940, 1950, 1960, 1970, 1981 y 1991 |

## Administración y política
| Periodo   | Nombre                     | Partido |
| --------- | -------------------------- | ------- |
| 1979-1983 | Isaías Martínez            | UCD     |
| 1983-1987 | José Manuel Moreno Fermoso | AP      |
| 1987-1991 | José Manuel Moreno Fermoso | AP      |
| 1991-1995 | José Manuel Moreno Fermoso | PP      |
| 1995-1999 | José Manuel Moreno Fermoso | PP      |
| 1999-2003 | José Manuel Moreno Fermoso | PP      |
| 2003-2007 | José Manuel Moreno Fermoso | PP      |
| 2007-2011 | José Manuel Moreno Fermoso | PP      |
| 2011-2015 | José Manuel Moreno Fermoso | PP      |
| 2015-2019 | José Manuel Moreno Fermoso | PP      |
| 2019-2023 | José Manuel Moreno Fermoso | PP      |

## Cultura

### Patrimonio
- Iglesia parroquial de San Miguel Arcángel. Es una iglesia barroca, construida en piedra, en la que también se ha utilizado mucho el adobe y ladrillo.

### Fiestas
- 13 de diciembre: Santa Lucía.
- Primer fin de semana de agosto: fiesta en honor a Sta. Lucía siempre y cuando no coincida con la fiesta de Nuestra Señora.